# Cultura de Samoa
La cultura tradicional de Samoa es una forma de vida basada en el Fa'a Samoa, la exclusiva cultura de Samoa con sus importantes implicaciones sociopolíticas. En la cultura de Samoa, la mayoría de las actividades se realizan en comunidad. La cultura de Samoa abarca tres elementos importantes a saber: la fe, la familia y la música. Los alojamientos tradicionales, o fale (casas), no poseen paredes y hasta 20 personas pueden dormir en el suelo del fale. Durante el día, el fale es utilizado para conversar y relajarse. La familia de una persona es considerada una parte integral de la vida de la persona. Los miembros del aiga o familia extendida viven y trabajan juntos. Los ancianos de la familia son muy respetados y poseen el estatus más elevado, esto es posible observarlo en la comida tradicional del Domingo en el umu (horno en la tierra).

## Formas tradicionales de Arte
Las mujeres juegan una parte importante para la contribución y artículos de importante valor cultural como las 'ie toga, alfombras de tejido fino usadas en ceremonias e intercambios de regalos.
Otros artículos incluyen ropa hecha de la corteza de los árboles, siapo (equivalente a la ropa fijiana echa de "tapa") , que está hecha de la corteza de la morera. Los patrones o imágenes son pintados con un tinte natural de color café. Estas imágenes generalmente representan peces, tortugas y flores hibiscus. El siapo puede usarse como vestimenta, para embalar objetos o simplemente, con razones decorativas. Los ornamentos, joyería y accesorios para el cabello son fabricados con materiales naturales como conchas, coco o fibra de coco. La medicina tradicional samoana es, a menudo, practicada como primeros auxilios antes de la medicina hospitalaria. Este es un tipo de medicina alternativa que usa hojas de plantas para masajear el área afectada. El va'a, un tipo de canoa polinesia, es símbolo de la cultura del país.

### Ceremonia 'Ava
La ceremonia 'ava es el ritual más significativo que toma lugar durante las ocasiones importantes, incluyendo la concesión de los títulos de jefatura (matai).

### Idiomas
En Samoa Americana, mucha gente es bilingüe; hablan, tanto samoano como inglés. En Samoa, la mayoría habla samoano, si bien los habitantes de la isla Swains hablan tokelauano.